# DGA Maîtrise de l'information
La DGA Maîtrise de l'information, anciennement appelée Centre d'électronique de l'armement jusqu'en 2009, est un centre d'expertise technique de la Direction générale de l'Armement, qui a pour mission des études, expertises et essais dans les domaines de la guerre électronique des systèmes d'armes, des systèmes d'information, des télécommunications, de la sécurité de l'information et des composants électroniques.
Dans une stratégie de décentralisation de l'Armée, le centre est inauguré en 1968 sur la commune de Bruz, dans le sud de Rennes Métropole. Au fil des années, le site est agrandi et récupère de plus en plus de compétences, au gré des restructuration du ministère des Armées, notamment dans les années 2010 avec la fermeture du laboratoire de recherches balistiques et aérodynamiques (LRBA) de Vernon (Eure). Le site accueille également d'autres entités, comme le Centre d'Identification des Matériels de la Défense (CIMD) ou l'Agence Ministérielle de l'Intelligence Artificielle de Défense (AMIAD). 
En 2024, plus de 2 000 personnes, militaires et civils, travaillent quotidiennement sur le site.

## Situation
La DGA-MI est située sur la commune de Bruz, en Ille-et-Vilaine à une quinzaine de kilomètres au sud de Rennes. Le site est à l'extrême sud de la ville, à la frontière avec la ville de Laillé à l'Est et longe la Vilaine à l'Ouest, au niveau du lieu-dit Le Boël, important site touristique du département. Il occupe 100 ha de terrains, délimités par 4,5 km de clôtures, gardé en continue par une brigade de gendarmerie dédiée.

## Histoire

### Genèse
Le 5 avril 1961, la délégation ministérielle pour l'armement (DMA) est créée, et un de ses objectifs est de ré-organiser les forces armées sur le territoire français,. Le 21 octobre 1961, dans le cadre de la déconcentration des services de l'État, le comité interministériel décide d'implanter des activités électroniques en Bretagne afin de favoriser l'économie de ce territoire Le 24 avril 1964, le comité décide du transfert à Rennes des services techniques de télécommunications des armées,. La même année, des premières études ont lieu à Rennes afin d'installer un nouveau centre militaire dans la capitale bretonne pour développer le pôle électronique prévu depuis 1961 entre les villes de Brest, Lannion et Rennes.
En janvier 1966, l'étude d'architecture est confié à Louis Arretche, ayant déjà travaillé sur plusieurs projets de l'agglomération rennaise,. Les travaux du Celar démarrent à Bruz, à une quinzaine de kilomètres au sud de Rennes, sur un site de 100 ha pour accueillir 15 000 m2 de plancher. L'objectif est alors d'employer 200 personnes sur le site deux ans plus tard, afin de travailler notamment sur l'évaluation technique des matériels militaires électroniques et l'étude de composants modernes.
La création du Celar — pour Centre électronique de l'Armement — ne fait pas l'unanimité : plusieurs directions techniques de l'armée, notamment le service technique de l'aéronautique dont les activités doivent être transférées de Palaiseau à Rennes. Plusieurs députés, dont Guy Ducoloné, Georges Gosnat et Pierre Villon, soulèvent leurs craintes sur le transfert des activités de Palaiseau : ils mettent en avant le manque d'infrastructure dans le bassin rennais par rapport au centre historique parisien, le déclassement du personnel délocalisé en province et la perte d'interactions avec les entreprises de la capitale. Michel Debré, ministre d'État chargé de la Défense, rassure en promettant des investissements en infrastructure importants sur le site de Bruz, un transfert progressif des activités de Palaiseau au rythme de l’obsolescence du matériel présent et justifie la politique de réaménagement du territoire actée dix ans plus tôt pour créer un centre unique d'excellence de recherche,.

### Le Celar auXXesiècle
Le 2 septembre 1968, le centre est inauguré avec 50 personnes. L'ouverture du centre, avec conjointement l'arrivée de Citroen dans la commune adjacente, fait bondir la population de Bruz, passant de 2 820 habitants en 1946 à 7 281 habitants en 1975. 
En 1984, le centre d’identification des matériels de la Défense (CIMD), chargé de codifier l'ensemble du matériel militaire pour répondre aux standards de l'OTAN, déménage du Fort de l'Est en région parisienne au nouveau site de Bruz,.
Le site grandit rapidement, passant à 700 personnes en 1982 puis 1 000 personnes en 1988. Il devient un élément stratégique dans la recherche militaire, dans des domaines où la recherche civil n'a pas d'intérêt à investir. Arnaud Miquel, directeur du centre en 2005, cite par exemple les travaux sur la furtivité des avions Rafale.

### Montée en puissance de la DGA-MI
En 2009, le Celar devient la DGA-MI : la Direction Générale de l'Armement, Maîtrise de l'Information. Cette transformation est un des premiers éléments de la réorganisation du ministère de la Défense dans les années 2010 : le site récupère une partie des activités de l'établissement technique d'Angers, d'Arcueil et du laboratoire de recherches balistiques et aérodynamiques de Vernon. Le site emploi alors 950 salariés et 30 à 35 millions d'euros sont investis pour construire 4 nouveaux bâtiments sur 100 ha. La DGA-MI pilote désormais la recherche dans le domaine des missiles tactiques et stratégiques pour la Défense nationale. Olivier Lesbre, alors directeur du site, promet que l'investissement sera amorti « en moins de cinq ans grâce aux économies de frais de fonctionnement qui découlent de la fermeture du site de Vernon ». La DGA de Bruz est alors un des rares sites de la Défense en France à bénéficier d'importants investissements lors de la restructuration du Ministère des années 2010.
Durant la décennie, l'effectif du site est en augmentation régulière, avec 1250 salariés en 2014, puis 1 400 personnes en 2018, pour accompagner la montée en puissance de la cybersécurité,.
En octobre 2019, avec la mise en place d'une nouvelle doctrine stratégique de l'armée française, les premières missions autour de la conduite d'opération dans le cyberespace sont lancées sur le site. Les experts de la DGA sont chargés de développer de nouveaux logiciels de cyberattaque et d'écoute des communications chiffrées,.
En octobre 2022, malgré la croissance des recrutements, une intersyndicale organise une manifestation pour alerter sur le manque de moyens pour attirer les talents : selon les syndicats, les salaires proposés aux ingénieurs et techniciens contractuels ne sont pas attractifs ce qui freine l'attractivité des jeunes diplômés et génère une fuite vers la concurrence.
En mars 2024, le ministère des Armées annonce la création de l'AMIAD, Agence ministérielle pour l’Intelligence Artificielle de Défense, dont un des deux centres technique est installé sur le site de Bruz. Cette agence est la confirmation de travaux sur l'intelligence artificielle déjà instauré dès 2018, avec 400 projets déjà démarrés,,.

## Activités
En 2024, les activités de la DGA-MI sont divisées au sein de 78 bâtiments, avec de nouvelles constructions régulières. Pour faire évoluer le site et assurer son fonctionnement, l'investissement annuel moyen est alors de 95 millions d'euros. 
Parmi les bâtiments les plus emblématiques, on y compte :
- le bâtiment circulaire Solange, d'une hauteur de 40 m sur 58 m de diamètre, permet le test de la furtivité des aéronefs de la Défense[13] ;
- le bâtiment Stradi, inauguré en 2013, pour « Système de translation et de rotation par acquisition de données d'imagerie », où des laboratoires travaillent sur la simulation de missiles à tête chercheuse[20] ;
- le bâtiment Foucault, inauguré en 2013 en hommage à Léon Foucault, accueuillent des laboratoires consacré à l'expérimentation de systèmes de navigation inertielle destinés aux chars, aux avions Rafale ou aux missiles balistiques[20] ;
- la salle Cheops, pour Chambre Hyperfréquence pour Évaluation Optimale de Signature.

Le site compte trois centres de données et développe plusieurs outils informatique, notamment le logiciel de chiffrement Acid Cryptofiler, utilisé par l'Union Européenne et l'OTAN pour le chiffrement de fichiers sensibles.
Le centre est un acteur important pour la sécurité informatique dans le programme Syracuse III.